# Lypesthes
Lypesthes là một chi bọ cánh cứng trong họ Chrysomelidae.
Chi này được miêu tả khoa học năm 1863 bởi Baly.

## Các loài
Các loài trong chi này gồm:
- Lypesthes carinatus Eroshkina, 1992
- Lypesthes irregularis Eroshkina, 1992
- Lypesthes mausonica Eroshkina, 1992
- Lypesthes regalis Medvedev & Zoia, 1996
- Lypesthes striatus Eroshkina, 1992
- Lypesthes vietnamicus Eroshkina, 1992
- Lypesthes vittatus Zhou & Tan, 1997